# Туманные вычисления

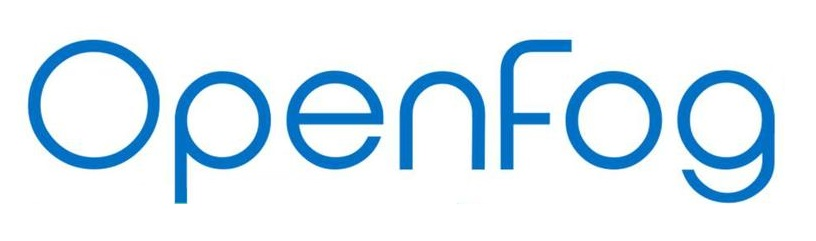
OpenFog Consortium — это объединение крупных технологических компаний, целью которого является стандартизация и продвижение туманных вычислений.

Туманные вычисления (англ. fog computing) — разновидность архитектуры вычислений горизонтального типа, используемая для выполнения объемных вычислений, хранения и обработки данных внутри сети облачных сервисов и конечных устройств локально и через Интернет.

## История
Термин «туманные вычисления» берет свое начало в кандидатской диссертации профессора Джонатана Бар-Магенома Нумхаузера, изданной в 2011 году. В январе 2012 года Нумхаузер представил концепцию вычислений нового типа на Третьем международном конгрессе Silenced Writings в университете Алкала и опубликовал свою статью «„Туманные вычисления“: введение в эволюцию облачных вычислений» в официальном источнике.
Туманные вычисления привлекли внимание широкой аудитории благодаря интересу компании Cisco, рассматривающей их в качестве новой технологии, позволяющей организовать дополнительный уровень взаимодействия между конечными устройствами и облачными дата-центрами. 19 ноября 2015 года Cisco Systems, ARM Holdings, Dell, Intel, Microsoft и Принстонский университет основали консорциум OpenFog для продвижения интересов и развития туманных вычислений.

## Концепция
Концепция туманных вычислений предполагает дополнительный уровень работы с информацией как локально, так и в глобальной Сети, занимая промежуточное положение между облачными дата-центрами, конечными устройствами и другими элементами инфраструктуры данных. Туманные вычисления, в сравнении с облачными вычислениями, представляют еще один уровень сбора и анализа данных, более близкий к пользователю, в то время как граничные вычисления являются ближайшей к конечным устройствам точкой описываемой сети.
Сеть туманных вычислений представлена двумя плоскостями (уровнями) — плоскостью управления (control plane) и плоскостью данных (data plane). Например, в плоскости данных, туманные вычисления позволяют вычисляющим операторам находиться непосредственно в границах сети, а не на серверах дата-центров.

## Преимущества туманных вычислений
Туманные вычисления в ряде случаев рассматриваются в качестве качественного дополнения, а также альтернативы облачным сетям. Исследователи выделяют следующие значимые преимущества данной технологии:
- Низкая задержка передачи данных и лучшая взаимосвязь с конечными устройствами;
- Более широкая география сетей;
- Мобильность;
- Очень большое количество узлов внутри сети данного типа;
- Улучшенные возможности использования технологий беспроводного доступа;
- Расширенные возможности для работы потокового программного обеспечения и приложений, работающих в реальном времени;
- Неоднородность вычислительных сетей.[3]

## Применение
Туманные вычисления могут рассматриваться в рамках концепции Интернета вещей (IoT), предполагающей построение сети между большим количеством устройств, ежедневно используемых людьми. Подобные сети могут включать такие устройства как, например, мобильные телефоны, носимые устройства для мониторинга здоровья, «умные» системы автомобилей и технику, предоставляющую возможности дополненной реальности, например, очки виртуальной реальности Google Glass.
SPAWAR, подразделение ВМС США, создает прототипы и тестирует масштабируемую, безопасную, защищенную от сбоев сеть для защиты стратегических военных объектов, как стационарных, так и мобильных. Разработанное службой программное обеспечение, работающее на узлах сети, способно достаточно быстро восстановить беспрепятственное управление устройствами в случае обрыва Интернет-соединения. Варианты использования проектируемых сетей в военных целях включают в себя, например, создание «умных» роев дронов.
Стандарт ISO/IEC 20248 предоставляет метод, с помощью которого данные объектов, идентифицированных с помощью периферийных вычислений с использованием носителей данных автоматической идентификации (AIDC), штрих-кода и/или метки RFID, могут считываться, интерпретироваться, проверяться и передаваться в «туман» вычислений, а затем и на периферию, даже если метка AIDC переместилась.

## Отличия от облачных вычислений
Как облачные, так и туманные вычисления предоставляют конечным пользователям возможность хранения данных и управление ими с помощью приложений. Тем не менее, туманные вычисления находятся «ближе» к конечным пользователям и имеют более широкое географическое распространение. Само определение «туманные вычисления» призвано указать на дополнительный уровень архитектуры сети данных, который расположен структурно «ниже» облачных вычислений, по аналогии с облаками и туманом, явление которого можно наблюдать близко к земле.
«Облачные вычисления» — это практика использования сети удаленных серверов, размещенных в Интернете, для хранения, управления и обработки данных, а не локальных сервисов или персональных компьютеров. Облачные вычисления, в ряде случаев, отличаются большей вычислительной мощностью и максимальной плотностью обрабатываемых потоков данных.
Туманные вычисления облегчают работу сервисов обработки и хранения информации, а также сетевых служб, осуществляющих взаимосвязь между конечными устройствами и дата-центрами, использующими облачные технологии; они выступают в качестве дополнительного уровня сбора и обработки информации. Обычно туманные вычисления рассматривают как дополнительную часть инфраструктуры облачных вычислений.
По сравнению с облачными вычислениями, концепция туманных вычислений более ориентирована на близость к конечным пользователям и их целям (например, в плане эксплуатационных расходов, политики безопасности, использования ресурсов и т. д.). Данный тип вычислений также более плотно связан с географией данных и их контекстом (что касается вычислительных ресурсов и ресурсов IoT), предполагает снижение задержек обмена данными внутри сети и более экономичное использование пропускной способности Интернет-магистралей для достижения лучшего качества работы (QoS). Сторонники туманных вычислений также отмечают улучшенные возможности периферийной аналитики и интеллектуального анализа потоков информации внутри сети описываемого типа. Это обеспечивает большую эффективность используемых пользовательских интерфейсов и улучшает защиту сети от сбоев, а также позволяет использовать новый вид вычислений в системах для людей с ограниченными возможностями.
Туманные вычисления не следует путать и с граничными вычислениями. Старший директор по корпоративным стратегическим инновациям Cisco Хелдер Антунес утверждает, что граничные вычисления стоит рассматривать как составную часть, или подмножество туманных вычислений. Отличие заключается и в том, что граничные вычисления ориентированы исключительно на локальную обработку данных, таким образом, являясь конечным (и наиболее близким пользователю) звеном в экосистеме «облачных — туманных — граничных» вычислений. Туманные вычисления подразумевают не только обработку данных локально на устройствах, но и их передачу в конечную точку.

## Критика
Туманные вычисления могут осуществляться как в больших облачных системах, так и в структурах больших данных, из-за чего, в процессе данных вычислений, наблюдаются трудности объективного доступа к информации. Это приводит к снижению качества получаемых результатов. Влияние туманных вычислений на облачные вычисления и системы больших данных может различаться. Вместе с тем, всем видам туманных вычислений присуще ограничение в распространении результатов производимых операций, проблема, которая была решена с созданием метрик, которые пытаются повысить их точность.